# Neopithecops
Neopithecops is een geslacht van vlinders van de familie van de Lycaenidae. De soorten van dit geslacht komen voor in het Oriëntaals gebied en het Australaziatisch gebied.

## Soorten
- N. iolanthe Eliot & Kawazoé, 1983
- N. lucifer (Röber, 1886)
- N. sumbanus Eliot & Kawazoé, 1983
- N. umbretta Grose-Smith, 1895
- N. zalmora (Butler, 1870)

### Status onduidelijk
- N. duponcheli Godart